# Phiale cubana
Phiale cubana là một loài nhện trong họ Salticidae.
Loài này thuộc chi Phiale. Phiale cubana được Carl Friedrich Roewer miêu tả năm 1951.